# 安子訥
安子訥（?—?），字金铭，号讷严，山西武鄉人，清朝政治人物，进士出身。
雍正十年（1732年）壬子科山西乡试第一名（解元）。乾隆十三年（1748年）登戊辰科進士，授陝西高臺縣知縣，補山東復興縣知縣，升任山東青州府知府。